# Nabil Chaath
Nabil Chaath (en arabe : نبيل شعث ; né en 1938) est un homme d'État palestinien membre du Fatah. Il est né à Safed en Galilée en 1938, de père palestinien originaire de Gaza et de mère libanaise. Lors de la création de l'État d'Israël, Nabil Chaath émigre en Égypte avec sa famille.

## Biographie
Il a occupé plusieurs postes importants lors de sa carrière politique :
- Principal négociateur palestinien
- Chef de cabinet ministériel palestinien
- Ministre des Projets
- Ministre des Affaires étrangères de l'Autorité palestinienne d'avril 2003 à février 2005.
- Premier ministre de l'Autorité palestinienne pendant 6 jours du 18 décembre 2005 au 24 décembre 2005